# Stefan Niesiołowski
Stefan Konstanty Myszkiewicz-Niesiołowski est un biologiste et homme politique polonais, né le 4 février 1944 à Kałęczew, membre de la Plateforme Civique puis de l'Union des démocrates européens. Il est député à la Diète de 1989 à 1993, de 1997 à 2001 et enfin de 2007 à 2019, et sénateur de 2005 à 2007. De 2007 à 2011, il est vice-président de la Diète.